# Việt Nam tại Thế vận hội Mùa hè 1980
Tại Thế vận hội Mùa hè 1980 ở Moskva, Liên Xô, CHXHCN Việt Nam tham dự với 31 vận động viên tranh tài tại 4 môn thi đấu. Đây là lần đầu tiên Việt Nam góp mặt trở lại tại Thế vận hội kể từ sau Chiến tranh Việt Nam và tái thống nhất đất nước. Tuy nhiên đây là một kỳ Thế vận hội bị chính trị chi phối nặng nề khi rất nhiều quốc gia như Hoa Kỳ, Trung Quốc, Canada, Tây Đức, Nhật Bản... tẩy chay không tham gia. Tổng cộng chỉ có 80 quốc gia gửi vđv tranh tài tại kỳ Đại hội này, so với 92 quốc gia tại Thế vận hội Mùa hè 1976 hay 121 quốc gia tại Thế vận hội Mùa hè 1972.